# Stefan Hula
Pour les articles homonymes, voir Hula (homonymie).
Stefan Jarosław Hula, né le 29 septembre 1986 à Bielsko-Biała, est un sauteur à ski polonais. 

## Carrière
Chez les juniors, où il actif depuis 2002, il est vice-champion du monde par équipes de la catégorie en 2004.
Quelques semaines après avoir obtenu son premier podium en Coupe continentale à Park City, il fait ses débuts individuels en Coupe du monde en janvier 2006 à la Tournée des quatre tremplins, avant de marquer ses premiers points à Zakopane (22e), puis participe aux Jeux olympiques de Turin quelques semaines plus tard. 
En 2009, il obtient son premier top dix en Coupe du monde à Sapporo (dixième).
Aux Jeux olympiques d'hiver de 2010, il est 31e et 19e en individuel et sixième par équipes.
Il obtient sept podiums dans des épreuves par équipes, dont en 2009 à Planica, en 2011 à Willingen et en 2016 à Zakopane. Son deuxième meilleur résultat individuel sur la scène internationale est une cinquième place à la Coupe du monde d'Oberstdorf en décembre 2017. 
Il gagne son premier titre national en 2017.
Aux Jeux olympiques d'hiver de 2018, alors qu'il n'a pas participé aux Jeux depuis 2010 et aux Championnats du monde depuis 2011, il remporte la médaille de bronze de la compétition par équipes avec Kamil Stoch, Maciej Kot et Dawid Kubacki, tandis qu'il est cinquième sur le petit tremplin en individuel. Il est aussi médaillé de bronze au championnat du monde de vol à ski par équipes cet hiver. Toujours par équipes, il obtient sa première victoire dans une épreuve de ce type en Coupe du monde à Zakopane, en Pologne, où avec une quatrième place enregistre son meilleur résultat individuel dans l'élite. Il se place ainsi treizième au classement général en fin de saison.
Il obtient ses meilleurs résultats en championnat du monde en 2019, où il est douzième au petit tremplin et quatrième par équipes.

## Vie personnelle
Son père Stefan est un ancien coureur du combiné nordique.

## Palmarès

### Jeux olympiques
| Épreuve / Édition | Turin 2006 | Vancouver 2010 | Pyeongchang 2018 | Pékin 2022 |
| Petit tremplin    | 29e        | 31e            | 5e               | 26e        |
| Grand tremplin    |            | 19e            | 15e              | -          |
| Par équipes       | 5e         | 6e             | [ 5 ]            | -          |

### Championnats du monde
| Épreuve / Édition | Épreuve / Édition | Liberec 2009 | Oslo 2011 | Seefeld 2019 |
| Petit tremplin    | Petit tremplin    | 26e          | -         | 12e          |
| Grand tremplin    | Grand tremplin    | -            | 33e       | -            |
| Par équipes       | PT                | -            | 4e        | -            |
| Par équipes       | GT                | 4e           | 5e        | 4e           |

Légende : PT = petit tremplin, GT = grand tremplin.

### Championnats du monde de vol à ski
| Épreuve / Édition | Kulm 2006 | Oberstdorf 2008 | Planica 2010 | Kulm 2016 | Oberstdorf 2018 |
| Individuel        | 37e       |                 |              | 21e       | 13e             |
| Par équipes       | 9e        | 10e             | 4e           | 5e        | Bronze          |

### Coupe du monde
- Meilleur classement général : 13e en 2018[6].
- Meilleur résultat individuel : 4e[7].
- 7 podiums par équipes[8].

Palmarès au 25 janvier 2018

#### Différents classements en Coupe du monde[6]
| Année     | Classement général final |
| 2005-2006 | 54e                      |
| 2006-2007 | 60e                      |
| 2007-2008 | 72e                      |
| 2008-2009 | 44e                      |
| 2009-2010 | 63e                      |
| 2010-2011 | 39e                      |
| 2012-2013 | 54e                      |
| 2013-2014 | 79e                      |
| 2014-2015 | 78e                      |
| 2015-2016 | 26e                      |
| 2016-2017 | 32e                      |
| 2017-2018 | 13e                      |
| 2018-2019 | 40e                      |
| 2019-2020 | 46e                      |
| 2020-2021 | 74e                      |
| 2021-2022 | 74e                      |
| 2022-2023 | 78e                      |

### Championnats du monde junior
| Épreuve / Édition | Schonach 2002 | Stryn 2004 |
| Individuel        | 50e           | 13e        |
| Par équipes       |               | Argent     |

### Coupe continentale
- 16 podiums, dont 2 victoires.